# Wenchang
Wenchang is een stadsarrondissement in het noordoosten van de zuidelijke provincie Hainan, Volksrepubliek China.

## Technologie
Bij Wenchang ligt de Lanceerbasis Wenchang vanwaar de Chinese ruimtevaartraketten Lange Mars-5 en Lange Mars-7 worden gelanceerd.